# Ostre zapalenie krtani, tchawicy i oskrzeli
Ostre zapalenie krtani, tchawicy i oskrzeli (LTB) (krup wirusowy) (łac. laryngotracheobronchitis acuta) –  ciężka choroba zapalna błony śluzowej krtani, tchawicy i oskrzeli. Najczęściej o etiologii wirusowej. Na powierzchni błony śluzowej powstają nadżerki oraz naloty włóknikowe zasychające w postaci błon. Występuje gęsta, lepka, trudna do odkrztuszenia wydzielina.

## Objawy
Początkowo:
- wysoka gorączka
- duszność wdechowa
- szczekający kaszel
- chrypka

Następnie:
- afonia
- duszność wdechowo-wydechowa

## Leczenie
Natychmiastowa hospitalizacja. Bronchoskopia w celu oczyszczenia tchawicy i oskrzeli. Intubacja w razie niewydolności oddechowej.